# Ascogaster lini
Ascogaster lini är en stekelart som beskrevs av Tang och Marsh 1994. Ascogaster lini ingår i släktet Ascogaster och familjen bracksteklar. Inga underarter finns listade.